# ギギ
ギギ（義義、黄顙魚、䱩、鱨、学名: Pelteobagrus nudiceps）は、ナマズ目ギギ科ギバチ属あるいはコイ目ギギ科の魚。琵琶湖、岡山県、広島県でギギおよびギギウ、岐阜県でクロイカおよびクロザスと呼ぶ。
国内外来種の一種でもある。

## 特徴
全長は30センチメートルにもなるなど、日本在来のギギ科としては最大。同じギギ科のギバチに似ているが、ギギは尾びれが2叉になっているので区別できる。背びれに1棘7軟条、尻びれに20軟条、腹びれに6軟条、触鬚が4対。上顎に2対、下顎に2対、合計8本の口ひげがある。
腹びれの棘と基底の骨をすり合わせ、「ギーギー」と低い音を出す。背びれや胸びれの棘は硬く鋭い。

## 生態
昼間は岩陰に潜み、夜間に底生動物やエビ、小魚などを食べ、5月から8月にかけて産卵する。
直径約2ミリメートルの強い粘着性のある黄褐色の卵は、1,200粒から2,100粒ほど産卵された後に約70時間で孵化し、体長5ミリメートル程度の稚魚となる。稚魚は1週間で卵黄を吸収し、9ミリメートル程度まで成長すると、摂食を開始する。

## 生息域
近畿地方以西の本州、四国の吉野川、仁淀川水系、九州の北東部

## 利用
煮物、フライ、天ぷら、蒲焼など、食用として利用される。